# Course d'orientation aux Jeux mondiaux militaires d'été de 2019
Navigation
Édition 2015 Édition 2023
Les épreuves de course d'orientation aux Jeux mondiaux militaires d'été de 2019 ont lieu du 19 octobre au 23 octobre 2019 à Wuhan.

## Faits marquants
Lors de l'épreuve de moyenne distance, les compétiteurs chinois terminent deuxième chez les hommes et première, deuxième et quatrième chez les femmes. Des résultats surprenants pour une équipe peu habituée des podiums de la discipline mais expliqués par le fait que ces derniers ont bénéficié de marquages prévus à leur intention et ont reçu de l'aide de la part de spectateurs durant l'épreuve. Un protêt commun de la part des équipes russe, suisse, française, belge, polonaise et autrichienne se conclut par une disqualification de l'équipe chinoise de l'épreuve de moyenne distance et une exclusion des épreuves suivantes,.

## Podiums
Femmes
| Épreuves                | Or                                                      | Argent                                                   | Bronze                                           |
| ----------------------- | ------------------------------------------------------- | -------------------------------------------------------- | ------------------------------------------------ |
| Femmes moyenne distance | Russie Anastasia Rudnaya                                | Russie Yulia Novikova                                    | Pologne Aleksandra Hornik                        |
| Femmes Longue distance  | Russie Anastasia Rudnaya                                | Autriche Ursula Kadan                                    | Suisse Elena Roos                                |
| Femmes Relais           | Russie Yulia Novikova Svetlana Mirona Anastasia Rudnaya | Pologne Agata Olejnik Hanna Wiśniewska Aleksandra Hornik | France Maëlle Beauvir Cécile Foltzer Isia Basset |
| Femmes Équipe           | Russie                                                  | Pologne                                                  | Suisse                                           |

Hommes
| Épreuves                | Or                                                   | Argent                                                  | Bronze                                             |
| ----------------------- | ---------------------------------------------------- | ------------------------------------------------------- | -------------------------------------------------- |
| Hommes moyenne distance | Suisse Matthias Kyburz                               | Suisse Florian Howald                                   | Suisse Jonas Egger                                 |
| Hommes Longue distance  | Russie Dmitry Tsvetkov                               | France Frédéric Tranchand                               | Roumanie Ionuț Zincă                               |
| Hommes Relais           | Suisse Andreas Kyburz Florian Howald Matthias Kyburz | Russie Dmitry Nakonechny Andrey Khramov Dmitry Tsvetkov | France Nicolas Rio Frédéric Tranchand Lucas Basset |
| Hommes Équipe           | Suisse                                               | Russie                                                  | Pologne                                            |

## Tableau des médailles
- Pays organisateur

| Rang  | Nation   | Or | Argent | Bronze | Total |
| ----- | -------- | -- | ------ | ------ | ----- |
| 1     | Russie   | 5  | 3      | 0      | 8     |
| 2     | Suisse   | 3  | 1      | 2      | 6     |
| 3     | Pologne  | 0  | 2      | 2      | 4     |
| 4     | France   | 0  | 1      | 3      | 4     |
| 5     | Autriche | 0  | 1      | 0      | 1     |
| 6     | Roumanie | 0  | 0      | 1      | 1     |
| Total | Total    | 8  | 8      | 8      | 24    |